# Рассуждения на основе прецедентов
Рассуждения на основе прецедентов (англ. case-based reasoning, CBR) в широком смысле являются методом решения новых проблем на основе уже известных решений. Например, механик занимается ремонтом автомобиля, вспоминая другую машину, у которой наблюдались похожие симптомы, и пользуется этой техникой. Адвокат, выступающий за конкретный результат в суде на основе судебного прецедента, так же ей пользуется. Так, инженер, копирующий структуры живой природы (бионика), использует природу в качестве базы данных решений инженерных проблем. Рассуждения на основе известных ситуаций являются частным случаем рассуждений по аналогии.
Утверждается, что подобный метод не просто хороший приём автоматизации рассуждений, но также широко распространённое поведение в повседневной человеческой жизни; или, что более радикально, что все рассуждения основаны на личном опыте. Подобный взгляд связан с понятием прототипа, который изучает когнитивистика.